# ヒース・ベル
ヒース・ジャスティン・ベル（Heath Justin Bell, 1977年9月29日 - ）は、アメリカ合衆国カリフォルニア州オーシャンサイド出身の元プロ野球選手（投手）。右投右打。

## 経歴

### プロ入り前
1997年のMLBドラフト69巡目（全体1583位）でタンパベイ・デビルレイズ（現：タンパベイ・レイズ）から指名されたが、契約には至らなかった。

### メッツ時代
1998年6月16日にニューヨーク・メッツとドラフト外で契約。メッツ傘下のマイナー球団で6年間を過ごした。
2004年8月24日のサンディエゴ・パドレス戦でメジャーデビューした。デビュー戦は2イニング無失点、3奪三振の好投であった。

### パドレス時代
2006年11月15日、ジョン・アドキンス、ベン・ジョンソンとのトレードでロイス・リングとともにサンディエゴ・パドレスへ移籍。
2007年はセットアッパーとして起用された。8月23日にメジャー初セーブを記録。最終的にチーム最多の81試合に登板し、34ホールドを記録。
2008年は前半戦の防御率が2.15と好調だったが、後半戦は制球が定まらなくなり、防御率も6.18と悪化した。シーズン終了後、抑えのトレバー・ホフマンがミルウォーキー・ブルワーズ移籍に伴い球団はベルを抑えとして起用することに。
2009年はシーズン開幕前の3月に開催された第2回ワールド・ベースボール・クラシック（WBC）のアメリカ合衆国代表に選出された。

シーズンでは、42セーブを記録し、ナショナルリーグ最多セーブとなった。
2010年は更に安定感を増し、6勝1敗47セーブ、防御率1.93、セーブ成功率94%（両リーグトップ）を記録。最多セーブこそブライアン・ウィルソンに1つ及ばず逃したが、投球内容が評価され、MLBから最優秀救援投手として表彰された。
2011年5月3日、41セーブ機会連続成功となり、トレバー・ホフマンの持つ球団記録に並んだ。この年は奪三振率が低下したものの、3年連続で40セーブの大台を突破。オフにFAとなった。

### マーリンズ時代
2011年12月2日に3年総額2700万ドルの契約でマイアミ・マーリンズへ移籍した。
2012年は序盤からセーブ失敗を繰り返し、後半戦は抑えから外された。

### ダイヤモンドバックス時代
2012年10月20日にオークランド・アスレチックスも含めた三角トレードによってアリゾナ・ダイヤモンドバックスへ移籍した。
2013年はシーズン開幕前の2月27日に第3回WBCのアメリカ合衆国代表に選出された事が発表され、代表入りし2大会連続2度目の選出となった。

### レイズ時代
2013年12月3日、ダイヤモンドバックス、シンシナティ・レッズ、タンパベイ・レイズ間の三角トレードでレイズに移籍。
2014年は開幕ロースター入り。13試合に登板し、1勝1敗、防御率7.27と安定せず、5月4日にDFAとなった。5月10日に放出された。

### オリオールズ傘下時代
2014年5月17日、ボルチモア・オリオールズとマイナー契約を結んだ。

### ヤンキース傘下時代
2014年6月13日、ニューヨーク・ヤンキースとマイナー契約を結んだ。6月24日に、解雇された。

### 現役引退
2014年12月22日、ワシントン・ナショナルズとマイナー契約を結んだ。しかし、開幕前の2015年3月23日に解雇され、3月24日に現役引退を表明した。

## 詳細情報

### 年度別投手成績
| 年 度     | 球 団     | 登 板 | 先 発 | 完 投 | 完 封 | 無 四 球 | 勝 利 | 敗 戦 | セ 丨 ブ | ホ 丨 ル ド | 勝 率 | 打 者 | 投 球 回 | 被 安 打 | 被 本 塁 打 | 与 四 球 | 敬 遠 | 与 死 球 | 奪 三 振 | 暴 投 | ボ 丨 ク | 失 点 | 自 責 点 | 防 御 率 | W H I P |
| --------- | --------- | ----- | ----- | ----- | ----- | -------- | ----- | ----- | -------- | ----------- | ----- | ----- | -------- | -------- | ----------- | -------- | ----- | -------- | -------- | ----- | -------- | ----- | -------- | -------- | ------- |
| 2004      | NYM       | 17    | 0     | 0     | 0     | 0        | 0     | 2     | 0        | 1           | .000  | 94    | 24.1     | 22       | 5           | 6        | 0     | 0        | 27       | 0     | 0        | 9     | 9        | 3.33     | 1.15    |
| 2005      | NYM       | 42    | 0     | 0     | 0     | 0        | 1     | 3     | 0        | 4           | .250  | 206   | 46.2     | 56       | 3           | 13       | 3     | 1        | 43       | 0     | 1        | 30    | 29       | 5.59     | 1.48    |
| 2006      | NYM       | 22    | 0     | 0     | 0     | 0        | 0     | 0     | 0        | 0           | ----  | 166   | 37.0     | 51       | 6           | 11       | 2     | 0        | 35       | 1     | 0        | 25    | 21       | 5.11     | 1.68    |
| 2007      | SD        | 81    | 0     | 0     | 0     | 0        | 6     | 4     | 2        | 34          | .600  | 363   | 93.2     | 60       | 3           | 30       | 1     | 2        | 102      | 4     | 0        | 21    | 21       | 2.02     | 0.96    |
| 2008      | SD        | 74    | 0     | 0     | 0     | 0        | 6     | 6     | 0        | 23          | .500  | 324   | 78.0     | 66       | 5           | 28       | 4     | 3        | 71       | 2     | 0        | 31    | 31       | 3.58     | 1.21    |
| 2009      | SD        | 68    | 0     | 0     | 0     | 0        | 6     | 4     | 42       | 0           | .600  | 278   | 69.2     | 54       | 3           | 24       | 1     | 0        | 79       | 4     | 0        | 21    | 21       | 2.71     | 1.12    |
| 2010      | SD        | 67    | 0     | 0     | 0     | 0        | 6     | 1     | 47       | 0           | .857  | 287   | 70.0     | 56       | 1           | 28       | 3     | 1        | 86       | 1     | 0        | 17    | 15       | 1.93     | 1.20    |
| 2011      | SD        | 64    | 0     | 0     | 0     | 0        | 3     | 4     | 43       | 0           | .429  | 256   | 62.2     | 51       | 4           | 21       | 2     | 0        | 51       | 8     | 0        | 20    | 17       | 2.44     | 1.15    |
| 2012      | MIA       | 73    | 0     | 0     | 0     | 0        | 4     | 5     | 19       | 13          | .444  | 286   | 63.2     | 70       | 5           | 29       | 3     | 2        | 59       | 2     | 0        | 38    | 36       | 5.09     | 1.56    |
| 2013      | ARI       | 69    | 0     | 0     | 0     | 0        | 5     | 2     | 15       | 8           | .714  | 287   | 65.2     | 74       | 12          | 16       | 1     | 3        | 72       | 4     | 0        | 30    | 30       | 4.11     | 1.37    |
| 2014      | TB        | 13    | 0     | 0     | 0     | 0        | 1     | 1     | 0        | 0           | .500  | 88    | 17.1     | 24       | 1           | 8        | 1     | 4        | 12       | 1     | 0        | 16    | 14       | 7.27     | 1.85    |
| MLB：11年 | MLB：11年 | 590   | 0     | 0     | 0     | 0        | 38    | 32    | 168      | 83          | .543  | 2635  | 628.2    | 584      | 48          | 214      | 21    | 16       | 637      | 27    | 1        | 258   | 244      | 3.49     | 1.27    |

- 各年度の太字はリーグ最高

### 年度別守備成績
| 年 度 | 球 団 | 投手（P） | 投手（P） | 投手（P） | 投手（P） | 投手（P） | 投手（P） |
| 年 度 | 球 団 | 試 合     | 刺 殺     | 補 殺     | 失 策     | 併 殺     | 守 備 率  |
| ----- | ----- | --------- | --------- | --------- | --------- | --------- | --------- |

### タイトル
- 最多セーブ投手：1回（2009年）

### 表彰
- ローレイズ・リリーフマン賞：2回（2009年、2010年）
- DHL デリバリー・マン・オブ・ザ・イヤー：1回（2010年）
- DHL デリバリー・マン・オブ・ザ・マンス：1回（2009年4月）
- 最優秀救援投手：1回（2010年）

### 記録
- MLBオールスターゲーム選出：3回（2009年 - 2011年）

### 背番号
- 19（2004年 - 2006年）
- 30（2007年 - 同年途中）
- 21（2007年途中 - 2013年）
- 13（2014年）

### 代表歴
- 2009 ワールド・ベースボール・クラシック・アメリカ合衆国代表
- 2013 ワールド・ベースボール・クラシック・アメリカ合衆国代表